# Edilberto Moreno Peña
Edilberto Moreno Peña (Las Piedras, 1923 - Mérida, 30 de abril de 2018) fue un escritor, poeta, abogado, profesor y político venezolano, quien fue gobernador encargado de Mérida, diputado y senador del extinto Congreso por el partido Acción Democrática, y también embajador en la OEA y el Vaticano.

## Biografía
Estudió en el Liceo Libertador y posteriormente se tituló de abogado en la Universidad de los Andes. Estuvo preso en la isla Guasina y exiliado en México, donde continuó sus estudios de derecho. A su regreso a Venezuela hizo una reválida, donde le fue certificado su título en la Universidad Central de Venezuela.
Fue embajador de Venezuela ante la OEA, embajador plenipotenciario de Venezuela en el Vaticano, senador, gobernador encargado de Mérida (1965-1967), diputado al Congreso Nacional, secretario privado del presidente Rómulo Betancourt y presidente de la Corporación de Los Andes.
Fue también individuo de número de la Academia de Mérida y profesor en la Universidad Central de Venezuela.
En sus últimos tiempos se retiró a vivir a Tabay, donde se dedicó a escribir. Su funeral fue presidido por el cardenal Baltazar Porras. Tras su muerte el gobernador Ramón Guevara le dio la orden 16 de diciembre post mortem, máximo reconocimiento de Mérida, y declaró que era su «insigne maestro». A su vez, se decretaron tres días de duelo regional.

## Obras
- Antonio Pinto Salinas, ángel y mártir de la democracia venezolana (1962)
- Vida y lección de Antonio Pinto Salinas (1964)
- Un tesoro en la montaña (1974)
- Semblanza de Alberto Carnevalli (1978)
- Chachopo y Andrés Eloy Blanco (1979)
- Antonio Pinto Salinas: militante y poeta, vida y lección (1984)
- Ventana hemisférica (1990)
- Valparaíso de Las Piedras cuatricentenaria (1996)
- Trigo y sociedad: hacia una cultura nacional del trigo (1998)
- Testimonio y mensaje. Memoria de los tiempos difíciles (2004)